# CVSup

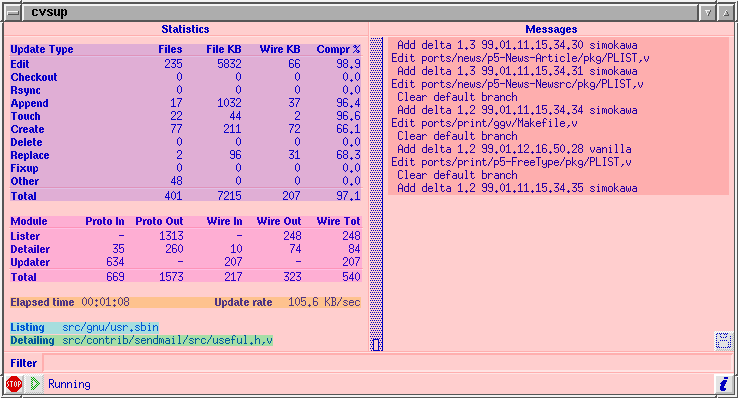

CVSup — aplikacja autorstwa Johna Polstry występująca dawniej standardowo w systemach z rodziny BSD. Pozwala na anonimową aktualizację lokalnej kopii źródeł z repozytorium CVS. W systemach BSD wykorzystywana do aktualizacji źródeł systemu oraz portów. Program posiada wersję konsolową (cvsup-without-gui) oraz graficzną dla środowiska X window (cvsup). Na bazie CVSup powstała implementacja napisana w języku C – csup.
We FreeBSD po migracji projektu z CVS do Subversion przestała być używana. 